# Heterischnus huardi
Heterischnus huardi är en stekelart som först beskrevs av Léon Abel Provancher 1875.  Heterischnus huardi ingår i släktet Heterischnus och familjen brokparasitsteklar. Inga underarter finns listade i Catalogue of Life.